# Eirene Doukaina
Eirene Doukaina (grekiska: Ειρήνη Δούκαινα), född i Konstantinopel 1066, död 1123, 1133 eller 1138, var en bysantinsk kejsarinna, gift med den bysantinske kejsaren Alexios I Komnenos, och mor till kejsaren Johannes II Komnenos och historikern Anna Komnena. Hon var dotter till Andronikos Doukas.

## Biografi
Äktenskapet mellan Eirene och Alexios arrangerades år 1078 för att ge Alexios hennes mäktiga familjs stöd till att erövra tronen, något han lyckades göra år 1081. Alexios mor försökte få äktenskapet upplöst och arrangera ett nytt äktenskap med änkekejsarinnan, Maria av Alanien, i stället, och ville förhindra att Eirene blev krönt. Hennes familj övertalade dock patriarken att ändå kröna henne en vecka efter maken, och äktenskapet blev inte upplöst, även om Maria av Alanien fortsatte att bo i palatset till 1087 och uppenbarligen hade ett förhållande med Alexios, medan hennes svärmor blev makens politiska partner. 
Eirene beskrivs som tillbakadragen som privatperson och ogillade officiella ceremonier, men som kraftfull i sin officiella roll som kejsarinna. Hon ägnade sig åt läsning av religiös litteratur, hushållsplikter och donationer till munkar. Under senare delen av Alexios regeringstid åtföljde hon honom på hans krigståg, vaktade honom mot lönnmördare och tjänstgjorde några gånger som regent i hans frånvaro. Hon favoriserade sin dotter Anna och försökte förgäves men enträget övertala maken att utse denna till sin efterträdare i stället för deras son, något hon gjorde även på hans dödsbädd 1118. 
Då hennes son efterträdde maken, försökte hon arrangera en statskupp med sin dotter för att uppsätta denna på tronen, men den misslyckades och de sändes i stället båda till ett kloster.    